# Neoclanis basalis
Neoclanis là một chi bướm đêm thuộc họ Sphingidae, gồm một loài Neoclanis basalis, được tìm thấy ở dry bush và woodland from Zimbabwe và Angola to Zambia, Tanzania và miền đông Kenya.
Chiều dài cánh trước là 30–40 mm đối với con đực và up to 50 mm đối với con cái. Cánh trước màu xanh lá cây xám nhạt. Con cái lớn hon, có cánh rộng hơn.